# Piège à haut risque
Pour les articles homonymes, voir The Patriot.
Pour plus de détails, voir Fiche technique et Distribution.
Piège à haut risque ou Le Patriote au Québec (The Patriot) est un film américain réalisé par Dean Semler et sorti en 1998.

## Synopsis
Le docteur Wesley McClaren (Steven Seagal) retiré dans un ranch affronte des extrémistes qui anéantissent la population d'une ville du Montana avec un dangereux virus.

## Fiche technique
- Titre original : The Patriot
- Titre français : Piège à haut risque
- Titre québécois : Le Patriote
- Réalisation : Dean Semler
- Scénario :  Manfred Heine et M. Sussman, d'après un roman de William C. Heine
- Pays :  États-Unis
- Durée : 90 minutes
- Dates de sortie :
  - États-Unis : 5 juin 1998
  - France : 11 mai 2000 (Directement en VHS sous le nom du Patriote)

## Distribution
- Steven Seagal (VF : Emmanuel Jacomy ; VQ : Hubert Gagnon) : Docteur Wesley McClaren, immunologiste
- Gailard Sartain (VF : Jean-Claude Sachot) : Floyd Chilsom
- L.Q. Jones (VF : Michel Muller) : Frank
- Siles Weir Mitchell : Pogue
- Camilla Belle (VF : Manon Azem) : Holly
- Dan Been (VF : Nicolas Marié) : Richard Bach
- Damon Collazo : le lieutenant Johnson
- Whitney Yellow Robe : Ann
- Brad Leland : Big Bob
- Molly McClure : Molly